# La Revue de Genève
Pour l’article homonyme, voir La Revue de Genève, fondée en 1833  par James Fazy.
Fondée en 1920 sous l’impulsion de Robert de Traz, La Revue de Genève fut un lieu de sociabilité unique « affilié » à l’esprit qui animait la Société des Nations.
Au cours de son éphémère publication, elle a disparu après dix ans, elle se fit le chantre d’un « idéal européiste » inspiré du génie genevois et elle œuvra au rapprochement des élites françaises et allemandes en organisant de larges débats sur les problèmes qui divisaient la communauté internationale. Cette capacité particulière à renouer le contact avec les adversaires d’hier en leur fournissant l’occasion de rencontres qui ne se produisaient pas ailleurs, donna une impulsion démobilisatrice notable et accéléra la « déprise de la guerre » avant que les accords de Locarno ne favorisent un certain dégagement culturel du conflit. 
On compte parmi les contributeurs à La Revue : Maurice Barrès, Alexandre Blok, Khariton Chavichvily, Albert Cohen, Joseph Conrad, Sigmund Freud, Nicolae Iorga, James Joyce, Alexandre Kouprine, Thomas Mann, Maxime Gorki, George Bernard Shaw, Rabindranath Tagore, Anton Tchekhov, Archag Tchobanian, Alexis Tolstoï.